# Léon Jomaux
Léon Jomaux (né le 3 août 1922 à Couillet, mort le 15 mars 1980 à Charleroi) est un coureur cycliste belge. Professionnel de 1947 à 1957, il est notamment champion de Belgique de poursuite en 1949. Il participe au Tour de France 1948 et 1949,.

## Palmarès
- 1946
  - Grand Prix Maurice Depauw
- 1947
  - Liège-Charleroi-Liège
  - 2e étape du Tour du Limbourg amateurs
  - Courcelles-Mons-Courcelles indépendants
- 1948
  - 4e étape du Tour de Belgique
- 1949
  -  Champion de Belgique de poursuite
  - 1re étape du Tour de Romandie (contre-la-montre par équipes)

## Résultats sur les grands tours

### Tour de France
2 participations
- 1948 : abandon (13e étape)
- 1949 : hors délais (4e étape)

### Tour d'Italie
1 participation 
- 1949 : 20e